# Telez
Telez (bulgarisch Телец) war zwischen 761 und 765 der Herrscher (Khan) des Bulgarischen Reichs im Gebiet der Wolgamündung. Er folgte Khan Winech auf dem Thron nach. Der dem Hause Ugain zugehörige Telez wird von Zeitzeugen als mutig und durchsetzungsfähig beschrieben.
Nachdem er inthronisiert wurde, führte er eine gut ausgebildete Armee an, welche die Grenzgebiete des byzantinischen Reiches verwüstete. Der byzantinische Kaiser Konstantin V. rüstete aufgrund dieser Provokation ein Heer aus und ließ dieses auf Schiffe verladen. Diese Streitmacht sollte im Norden des bulgarischen Reiches bei Anchialos anlanden, währenddessen an der Südgrenze die Byzantiner weitere Truppen in Stellung brachten, um mit einer Zangenbewegung die Bulgaren zu umschließen.
Telez stellte sich bei Anchialos mit seinen Truppen dem byzantinischen Kaiser entgegen, verlor jedoch die für beide Seiten verlustreiche Schlacht von Anchialos (763). Die Umstände seines Todes sind unklar. So wird von einigen Quellen behauptet, er sei in der Schlacht gefallen. Andere wiederum gehen davon aus, dass er als Mitglied des bulgarischen Adels von Mitgliedern der pro-slawischen Fraktion, deren Truppen am Ende der Schlacht von Anchialos zu den Byzantinern übergelaufen waren, erschlagen wurde.